# Keisuke Kunimoto

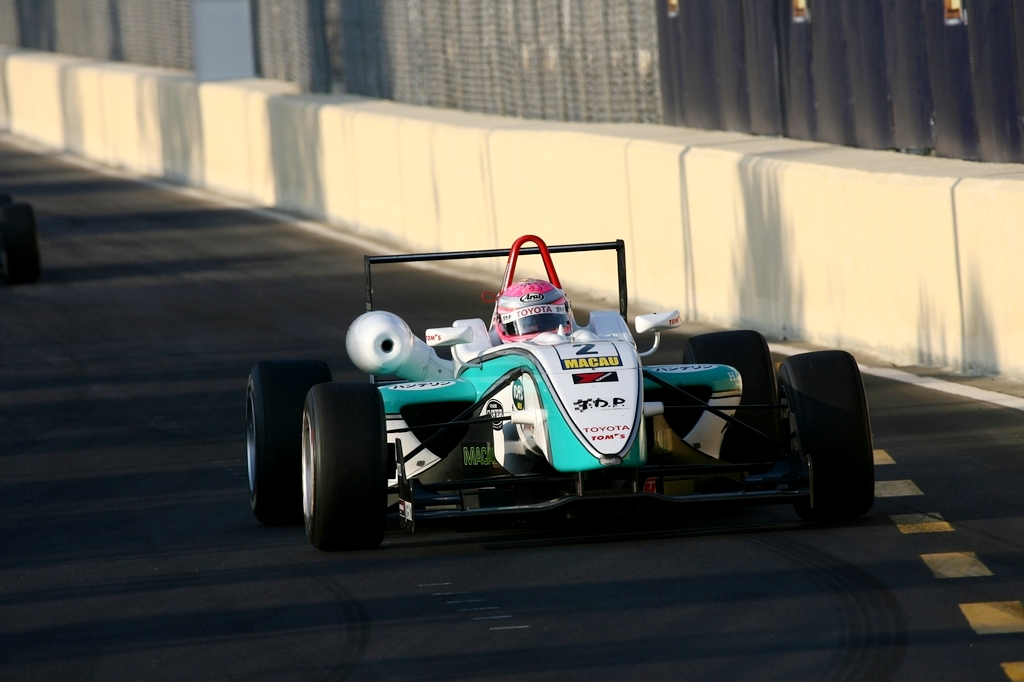
Kunimoto im Formel-3-Toyota bei seiner Siegesfahrt beim Macau Grand Prix 2008

Keisuke Kunimoto (jap. 国本 京佑, Kunimoto Keisuke; * 9. Januar 1989 in Yokohama) ist ein ehemaliger japanischer (Zainichi in 3. Generation) Autorennfahrer. Er ist der ältere Bruder des Rennfahrers Yūji Kunimoto.

## Karriere
Kunimoto galt als einer der talentiertesten japanischen Nachwuchspiloten. Nachdem er von 2001 bis 2006 im Kartsport aktiv gewesen war, begann er im Alter von 17 Jahren seine Monoposto-Karriere und stieg in die Formula Challenge Japan ein. Diese Rennformel ist eine Nachwuchsformel, die es jungen Piloten ermöglicht mit überschaubarem finanziellem Aufwand in den Motorsport einzusteigen. 2007 gewann er die Meisterschaft dieser Formel und wechselte 2008 in die japanische Formel-3-Meisterschaft, deren Vizemeister er im selben Jahr wurde. Dabei gewann er drei Rennen und unterlag schlussendlich seinem Teamkollegen Carlo van Dam. Außerdem startete er in der Super GT, einer japanischen GT-Rennserie und belegte mit einem Sieg den neunten Gesamtrang. Am Ende des Jahres gewann er als zweiter Japaner nach Takuma Satō den prestigeträchtigen Macau Grand Prix für Formel-3-Fahrzeuge.
2009 stieg er in die Formel Nippon auf, die er auf dem 13. und letzten Gesamtrang abschloss, und gab als einer der jüngsten Fahrer aller Zeiten sein Debüt beim 24-Stunden-Rennen von Le Mans. Als Partner von Sascha Maassen und Seiji Ara musste er das Rennen nach einem Unfall im Porsche RS Spyder aber vorzeitig aufgeben. Außerdem startete er bei vier Rennen der World Series by Renault für Epsilon Euskadi. 2010 bestritt Kunimoto an der Seite von Albert Costa für Epsilon Euskadi die komplette Saison in der World Series by Renault. Während Costa die Saison auf dem fünften Platz beendete, belegte der Japaner den 22. Gesamtrang.

## Statistik

### Karrierestationen
- 2001–2006: Kartsport
- 2006: Formula Challenge Japan (Platz 7)
- 2007: Formula Challenge Japan (Meister)
- 2008: Japanische Formel-3-Meisterschaft (Platz 2)
- 2009: Formel Nippon (Platz 13); World Series by Renault (Platz 32)
- 2010: World Series by Renault (Platz 22)

### Le-Mans-Ergebnisse
| Jahr | Team          | Fahrzeug          | Teamkollege | Teamkollege    | Platzierung | Ausfallgrund |
| ---- | ------------- | ----------------- | ----------- | -------------- | ----------- | ------------ |
| 2009 | Navi Team Goh | Porsche RS Spyder | Seiji Ara   | Sascha Maassen | Ausfall     | Unfall       |